# ناامیدی (فیلم)
ناامیدی (انگلیسی: Brassed Off) یک فیلم سینمایی بریتانیایی در ژانر کمدی-درام به کارگردانی مارک هرمن است که در سال ۱۹۹۶ منتشر شد.

## بازیگران
- Pete Postlethwaite
- Tara Fitzgerald
- ایوان مک‌گرگور
- فیلیپ جکسون
- جیم کارتر
- Melanie Hill
- استیون مور